# Michael Kühn
Michael Kühn (* 6. Mai 1963 in Bochum) ist ein ehemaliger deutscher Fußballspieler. Der Mittelfeldspieler hat von 1981 bis 1987 beim VfL Bochum in der Fußball-Bundesliga 73 Ligaspiele absolviert und acht Tore erzielt.

## Karriere
Vom Stadtteilverein TuS Querenburg wechselte Kühn 1978 in die Jugendabteilung des VfL Bochum. Als Mitglied der VfL-Amateurmannschaft spielte das Nachwuchstalent aus den eigenen Reihen erstmals am 7. November 1981, einem Heimspiel gegen Borussia Mönchengladbach, in der Bundesliga. Bei einem 1:1 wurde er von Trainer Rolf Schafstall in der 5. Minute für den verletzten Hermann Gerland eingewechselt. Zur Saison 1981/82 hatte sich das Team von der Castroper Straße mit Neuzugängen wie Wolfgang Patzke, Christian Schreier, Ralf Zumdick und Ulrich Bittorf verstärkt. Am Rundenende belegte Bochum den 10. Rang und Kühn hatte acht Ligaspiele bestritten. Zu einem Höhepunkt wurde das Spiel am 10. April 1982 im DFB-Pokal gegen FC Bayern München: Vor 45.000 Zuschauern verlor der VfL das Halbfinale mit 1:2 und der Nachwuchsspieler wurde in der 46. Minute für Bittorf eingewechselt.
Zur Saison wurden die zwei Spieler Kühn und Frank Islacker von den VfL-Amateuren in den Lizenzspielerkader aufgenommen, mit Dieter Kramer, Andreas Bordan und Stefan Pater kamen drei weitere Neuzugänge zum Verein von Präsident Ottokar Wüst. Als Stammspieler etablierte sich aber lediglich der von Neheim-Hüsten gekommene Angreifer Pater (32/6). Kühn glückten in 9 Einsätzen zwei Tore und das Schafstall-Team belegte den 13. Rang. Als seine Mannschaft in der Saison 1983/84 massiv um den Klassenerhalt kämpfte, am Rundenende belegte Bochum den 15. Rang, hatte Kühn in 18 Einsätzen zwei Tore erzielt und hatte seinen Anteil am Erhalt der Bundesliga. Zur Winterpause 1985/86 gehörte er auch der Reisegruppe des VfL nach Indien an, die in Spielen am 30. Dezember 1985 vor 83.000 Zuschauern in Neu-Delhi gegen eine Nordindienauswahl und am 5. Januar 1986 in Kalkutta vor 120.000 Zuschauern gegen eine Auswahl von Ostbengalen gipfelte. Mit Bochum erreichte er 1986 den 9. Rang, war in 18 Ligaspielen aufgelaufen und hatte vier Tore erzielt und VfL-Angreifer Stefan Kuntz hatte sich mit 22 Toren die Torschützenkrone in der Bundesliga geholt. Im ersten Jahr von Hermann Gerland als Trainer, 1986/87, wurde Kühn lediglich noch in sechs Spielen in der Bundesliga zum Einsatz gebracht. Mit seinem Einsatz am 9. Mai 1987 bei einem 6:1-Heimerfolg gegen Waldhof Mannheim, endete seine Bundesligakarriere. Er wurde in der 69. Minute für Frank Benatelli eingewechselt.
Zur Saison 1987/88 wechselte er in die 2. Bundesliga zum Aufsteiger BVL 08 Remscheid. An der Seite von Mitspielern wie Torhüter André Stocki, Verteidiger Kurt Balewski und Angreifer Frank Kremer absolvierte er 35 Ligaspiele und erzielte zwei Tore. Auch der Trainerwechsel von Horst Döppenschmidt hin zu Dieter Tartemann im März 1988, konnte mit dem 18. Tabellenrang den Abstieg aber nicht verhindern.